# Pflanzenwachstumsfördernde Rhizobakterien
Pflanzenwachstumsfördernde Rhizobakterien (englisch: Plant growth-promoting rhizobacteria, PGPR)  (altgriechisch ῥίζα rhiza = Wurzel und βακτήριον baktērion = Stäbchen) sind Bakterien, die im wurzelnahen Bodenraum eine Symbiose mit Pflanzenwurzeln eingehen. Zudem sind einige Arten, wie zum Beispiel Pseudomonas putida, zusätzlich mit arbuskulären Mykorrhiza-Pilzen vergesellschaftet.
Mögliche Nutzwirkungen sind Ressourcenerschließung (unter anderem Fixierung von Stickstoff und Aufschließung von Phosphor, sogenannte Biodüngung), Aufhalten von Bodendegradation, Wirksamkeit gegen Stressbelastungen durch Giftstoffe oder andere Mikroorganismen und der Modulation von Hormonspiegeln.
Mit einer Überproduktion des Phytohormons Ethen, das viele pflanzenphysiologische Vorgänge steuert, zum Beispiel als Reaktion auf eine Überdosis künstlichen Mineraldüngers, hemmt die Pflanze ihr Wachstum selbst. Die PGPR sind unter anderem dazu in der Lage, den Ethen-Spiegel in der Pflanze zu regulieren und somit ihr Wachstum zu stimulieren.
Die PGPR kann man weiterhin in zwei Gruppen unterteilen: Extrazelluläre PGPR (ePGPR) und Intrazelluläre PGPR.
Diese Einteilung bezieht sich auf dem Standort der Bakterien. Extrazelluläre PGPR kommen, wie oben beschrieben, außerhalb der Pflanze vor, währenddessen die intrazellulären PGPR in dem Inneren der Pflanze vorkommen. Bekannten ePGPR sind Flavobacterium, Agrobacterium, Serratia, Azospirillum, Caulobacter, Burkholderia, Pseudomonas, Arthrobacter, Bacillus, Erwinia, Micrococcus, Chromobacterium, Azotobacter und andere. Die bekanntesten intrazellulären PGPR sind Bradyrhizobium, Allorhizobium, Rhizobium, Azorhizobium und Mesorhizobium.